# 24439 Yanney
24439 Yanney è un asteroide della fascia principale. Scoperto nel 2000, presenta un'orbita caratterizzata da un semiasse maggiore pari a 3,2511521 UA e da un'eccentricità di 0,0370470, inclinata di 14,88830° rispetto all'eclittica.